# Гурмаелон
Гурмаелон (*Gourmaëlon, д/н — 913/914) — фактичний володар Бретанського королівства у 908—913/914 роках.

## Життєпис
Про родину Гурмаелона замало відомостей. В часи правління короля Алена I був графом Корнуай (південний захід Бретані). У 907 році після смерті короля оскаржив права його синів на трон королівства, які до того ж почали війну між собою. У 908 році захопив владу, проте не оголосив себе королем.
Про його правління збереглися окремі згадки. Був покровителем монастирів. Водночас значний час боровся проти вторгнення норманів. У боротьбі з ними Гурмаелон загинув у 913 або 914 році. Після нього в Бретані запанував вождь Рагенольд.

## Родина
- Даніел (д/н—913)